# Blood Drive
Blood Drive – amerykański serial (akcja, sci-fi, horror, komedia) wyprodukowany przez Universal Cable Productions.
Serial był emitowany od 14 czerwca do 6 września 2017 roku przez SyFy, w Polsce udostępniany od 15 czerwca do 7 września 2017 przez platformę Showmax. 7 września 2017, stacja SyFy ogłosiła zakończenie produkcji serialu po pierwszej serii.

## Fabuła
Akcja serialu osadzona jest w Stanach Zjednoczonych w dystopijnej, alternatywnej rzeczywistości roku 1999, w której olbrzymi kataklizm doprowadził do powstania wzdłuż rzeki Missisipi wielkiej rozpadliny zwanej „Blizną”. Badania prowadzone nad nią przez megakorporację Serce doprowadziły do odkryć, które pozwoliły jej wpłynąć na amerykańską politykę, ekonomię i społeczeństwo. W wyniku zmian środowiskowych powstałych po pojawianiu się Blizny woda pitna stała się towarem deficytowym, a benzyna niezwykle drogim.
Głównym bohaterem Blood Drive jest Arthur Bailey, funkcjonariusz policji Los Angeles, zmuszony do wzięcia udziału w rajdzie samochodowym jako partner niebezpiecznej femme fatale Grace d’Argento. Ze względu na wysoką cenę benzyny, samochody biorące udział w wyścigu napędzane są ludzką krwią, stąd nazywany jest on Wyścigiem Krwi, a prowadzony jest przez Juliana Slinka, pracownika Serca. W miarę postępów w wyścigu, Arthur i Grace zaczynają zdawać sobie sprawę, że Serce w różnym stopniu wpływało na ich życie w przeszłości.

## Obsada

### Główna
- Alan Ritchson jako Arthur „Barbie” Bailey[4]
- Christina Ochoa jako Grace d’Argento[5]
- Thomas Dominique jako Christopher Carson
- Marama Corlett jako Aki
- Colin Cunningham jako Julian Slink[6]

### Role drugoplanowe
- Darren Kent jako Uczony
- Sean Cameron Michael jako Starzec
- Alex McGregor jako Karma d’Argento
- Carel Nel jako Rasher
- Aidan Whytock jako Garrett Kemble
- Andrew Hall jako Dżentelmen
- Brandon Auret jako Żebro
- Craig Jackson jako Cliff
- Jenny Stead jako Domi
- Dorian Holdren jako Mohawk
- Paul Pieterse jako Fiut Clowna
- Altovise Lawrence jako sierżant Gower
- Kyle Brand jako Cowboy Racer

## Odcinki
| Seria | Seria | Odcinki | Oryginalna emisja SyFy | Oryginalna emisja SyFy | Oryginalna emisja Showmax | Oryginalna emisja Showmax | Oryginalna emisja Showmax |
| Seria | Seria | Odcinki | Premiera serii         | Finał serii            | Premiera serii            | Finał serii               |                           |
| ----- | ----- | ------- | ---------------------- | ---------------------- | ------------------------- | ------------------------- | ------------------------- |
|       | 1     | 13      | 14 czerwca 2017        | 6 września 2017        | 15 czerwca 2017           | 7 września 2017           |                           |

### Seria 1 (2017)
| #  | Tytuł                             | Polski tytuł                  | Reżyseria      | Scenariusz                       | Premiera SyFy    | Premiera Showmax |
| -- | --------------------------------- | ----------------------------- | -------------- | -------------------------------- | ---------------- | ---------------- |
| 1  | The Fucking Cop                   | Jebany glina                  | David Straiton | James Roland                     | 14 czerwca 2017  | 15 czerwca 2017  |
| 2  | Welcome to Pixie Swallow          | Witamy w Pixie Swallow        | David Straiton | James Roland                     | 21 czerwca 2017  | 22 czerwca 2017  |
| 3  | Steel City Nightfall              | Noc w Steel City              | James Roday    | James Roland                     | 28 czerwca 2017  | 29 czerwca 2017  |
| 4  | In the Crimson Halls of Kane Hill | Karmazynowe Komnaty Kane Hill | James Roday    | Nina Fiore, John Hererra         | 5 lipca 2017     | 6 lipca 2017     |
| 5  | The Fucking Dead                  | Zajebista śmierć              | Roel Reiné     | Harrison Weinfeld, Daniel Zucker | 12 lipca 2017    | 13 lipca 2017    |
| 6  | Booby Traps                       | Same pułapki                  | Roel Reiné     | Ben Wolf                         | 19 lipca 2017    | 20 lipca 2017    |
| 7  | The Gentleman’s Agreement         | Dżentelmeńska umowa           | Lin Oeding     | James Roland                     | 26 lipca 2017    | 27 lipca 2017    |
| 8  | A Fistful of Blood                | Za kwaterkę krwi              | Lin Oeding     | John Hlavin                      | 2 sierpnia 2017  | 3 sierpnia 2017  |
| 9  | The Chopsocky Special             | Danie dnia                    | Meera Menon    | Nina Fiore, John Hererra         | 9 sierpnia 2017  | 10 sierpnia 2017 |
| 10 | Scar Tissue                       | Tkanka bliznowata             | Meera Menon    | Alex Ebel                        | 16 sierpnia 2017 | 17 sierpnia 2017 |
| 11 | Rise of the Primo                 | Narodziny Primo               | Gregg Simon    | Ben Wolf                         | 23 sierpnia 2017 | 24 sierpnia 2017 |
| 12 | Faces of Blood Drive              | Oblicza Wyścigu Krwi          | David Straiton | Harrison Weinfeld, Daniel Zucker | 30 sierpnia 2017 | 31 sierpnia 2017 |
| 13 | Finish Line                       | Meta                          | David Straiton | James Roland                     | 6 września 2017  | 7 września 2017  |

## Produkcja
29 lipca 2015 roku stacja zamówiła pierwszy sezon.
W czerwcu 2016 roku poinformowano, że główne role w serialu zagrają Alan Ritchson jako Arthur Bailey oraz Christina Ochoa jako Grace d’Argento.
W kolejnym miesiącu ogłoszono, że Colin Cunningham dołączył do obsady serialu

## Odbiór
Serial spotkał się z umiarkowanie pozytywną reakcją krytyków. Średnia ocen w agregatorze Rotten Tomatoes wynosi 6,21 na 10 a 72% z 21 recenzji uznano za pozytywne. W agregatorze Metacritic średnia ważona ocen, wystawionych na podstawie 13 recenzji, wyniosła 65/100.